# Бедфорд (Индиана)
Бедфорд (англ. Bedford) — город и административный центр округа Лоренс в южной части штата Индиана США.

## Описание
Город расположен в 40 км к югу от Блумингтона. Основанный в 1825 году как административный центр округа и названный Джозефом Роулинсом в честь его родного округа Бедфорд в штате Теннесси, он развивался с открытием оолитового известняка в 1830-х годах. Для этого района характерны огромные карьеры и мельницы.

## Население
| 2010   | 2020    |
| ------ | ------- |
| 13 413 | ↗13 792 |